# ایرسته اکسلویرموند
ایرسته اکسلویرموند (به هلندی: Eerste Exloërmond) یک منطقهٔ مسکونی در هلند است که در بورخر-ادورن واقع شده‌است. ایرسته اکسلویرموند ۳۹۰ نفر جمعیت دارد.